# Jessica Morris
Jessica Morris (Jacksonville; 16 de mayo de 1979) es una actriz estadounidense.

## Carrera
Después de varias películas pequeñas y programas televisivos, Morris fue elegida para el papel de la disfuncional Jennifer Rappaport en la telenovela de ABC Una vida para vivir, en la que actuó desde 2001 a 2005 y en una secuencia de un sueño el 1 de octubre de 2008.
En 2008 Morris apareció en la comedia Role models como "Linda la Profesora". También estuvo en el reparto de la película fantástica Fading of the cries. En 2014 le fue otorgado el papel principal en la película de horror Haunting of the innocent.
En 2014, Morris asumió el rol de Diane Hamilton en la telenovela web Beacon Hills.

## Filmografía
| Año  | Título                            | Función                 | Notas                                         |
| ---- | --------------------------------- | ----------------------- | --------------------------------------------- |
| 1999 | Todo Reorganizó                   | Bartender               |                                               |
| 1999 | El Fin de semana                  | Sarah                   |                                               |
| 2000 | Hourglass                         | Miranda                 |                                               |
| 2000 | Asesinato sangriento              | Julie 'Joyas' McConnell | Directo-a-vídeo                               |
| 2006 | Afterlife                         | Chelsea                 | Cortometraje                                  |
| 2007 | El Casino Mordaz                  | Melissa                 | También sabido como la mano del hombre Muerto |
| 2007 | Mal decadente II                  | Lena                    | Directo-a-vídeo                               |
| 2008 | Muñecas de Preocupación peligrosa | Eva                     | Directo-a-vídeo                               |
| 2008 | Sénior Skip Día                   | Denise                  | Directo-a-vídeo                               |
| 2008 | Ejemplos a seguir                 | Linda el Profesor       |                                               |
| 2008 | Ejemplos a seguir                 | Linda el Profesor       |                                               |
| 2010 | Apagándose de los Gritos          | Malyhne                 |                                               |
| 2011 | Venom                             | Helen Paso              |                                               |
| 2012 | La casa de Verano de Santa        | Constance               |                                               |
| 2012 | Salvar la Fecha                   | Cindy                   |                                               |
| 2012 | The Dead Want Women               | Reese                   | Directo-a-vídeo                               |
| 2012 | Devanar Mal                       | Kennedy                 |                                               |
| 2014 | Persiguiendo del Inocente         | Brenda                  |                                               |
| 2014 | Devilish Encanto                  | Suzette Williams        |                                               |
| 2014 | Cabezas de trofeo                 | Jessica                 |                                               |
| 2015 | Sorority Matadero                 | Allie                   |                                               |
| 2015 | Listado de bolsillo               | Emily                   |                                               |
| 2015 | En el Horizonte                   | Amy                     |                                               |
| 2015 | Bobby sangriento                  | Crystal Cochran         |                                               |
| 2016 | El 6.º Amigo                      | Katie                   | Correo-producción                             |

| Año           | Título                 | Función               | Notas                                                                                   |
| ------------- | ---------------------- | --------------------- | --------------------------------------------------------------------------------------- |
| 1992          | Bitsy Osos             | Twirly                | Funciones de voz                                                                        |
| 2000          | Tipos de ciudad        | Andrea                | Episodio: "Consigue a Preppin'"                                                         |
| 2001          | Desnudó                | Liz                   | Episodios desconocidos (estación 4)                                                     |
| 2001@–05,2008 | Una Vida para Vivir    | Jennifer Rappaport    | La serie regular: enero de 2001 a mayo de 2005;aspecto de Huésped: 1 de octubre de 2008 |
| 2006          | Playa del sur          | Hayley                | Episodio: " Haré Qué Quiero Hacer"                                                      |
| 2007          | Demonios               | Señora Dawson         | Película de televisión                                                                  |
| 2007          | Mente de Mencia        | Chica bastante blanca | Episodio #3.21                                                                          |
| 2008          | Sorority Para siempre  | Natalie Oro           | Serie de web, 7 episodios                                                               |
| 2009          | CSI: NY                | Melody Spector        | Episodio: "Blacklist (Presentando Excavadora Grave)"                                    |
| 2014          | Mixology               | Janice                | Episodio: "Liv & Ron"                                                                   |
| 2014          | Beacon Hills           | Diane Hamilton        | Serie de web                                                                            |
| 2014          | Percepción             | Linda Mullane         | Episodio: "Indoloro"                                                                    |
| 2015          | Viral                  | Jackie                | Serie de web                                                                            |
| 2016          | El Incorrecto Roommate | Laurie Valentine      | Película de televisión                                                                  |
| 2016          | Rosewood               | Mandy Dispuesta       | Episodio #1.13                                                                          |
| 2016          | Enfermero de pesadilla | Connie                | Película de televisión                                                                  |